# 西向龙属
西向龙（屬名：Vespersaurus，意為「西方蜥蜴」，又译西方龙或黄昏龙）是種西北阿根廷龙科的兽脚类恐龙，化石发现于巴西巴拉那盆地晚白堊世的巴拉那河组（Rio Paraná Formation）。在遠古時代當時，這種動物棲息於博圖卡圖沙漠環境，並具有非常特殊的腳趾形態。模式种兼唯一種巴拉那西向龙（V. paranaensis）於2019年發表、命名。

## 發現
早在1970年代初期，巴西巴拉那州西克魯賽羅附近就有發現一些由單趾獸腳類所留下的足跡化石。1971年農人多布斯基（Alexandre Gustavo Dobruski）在參與公路建設期間注意到斜坡上露出的骨骼。義大利古生物學家兼神父里昂納迪（Giusepé Leonardi）檢驗這些骨骼，同時立刻發現由特別長的第三趾形成的特殊腳印。多布斯基曾建議當局投資展開進一步挖掘，但不僅未被採納，甚至遭到激烈反對。
40年後的2011年，新的古生物學計畫於包魯盆地展開，多布斯基的兒子（João Gustavo Dobruski）提及1970年代的發現，並引起古生物學家曼齊格（Paulo César Manzig）的關注。由馬林加州立大學（Universidade Estadual de Maringá）、聖保羅大學、西克魯賽羅古生物博物館（Museu Paleontológico de Cruzeiro do Oeste）研究人員組成的團隊挖出了數個含有化石的岩塊。2015年馬亭思（Neurides Martins）博士在其中一塊發現一顆6毫米長的牙齒，顯示當中可能存在某種小型獸腳類。接下來的半年內又發現更多化石，混雜著凱瓦翼龍的標本。
2019年，模式種巴拉那西向龙（V. paranaensis）由蘭哲（Max Cardoso Langer）、馬亭思、曼齊格等人正式命名、描述。属名源自拉丁語的vesper（「黄昏」或「西方」），加上古希臘語的sauros（「蜥蜴」），意為「黃昏／西方的蜥蜴」，靈感取自发现化石的西克鲁塞羅镇（Cruzeiro do Oeste），該地名在葡萄牙语中意为「西方十字」。种名代表來自巴拉那州。

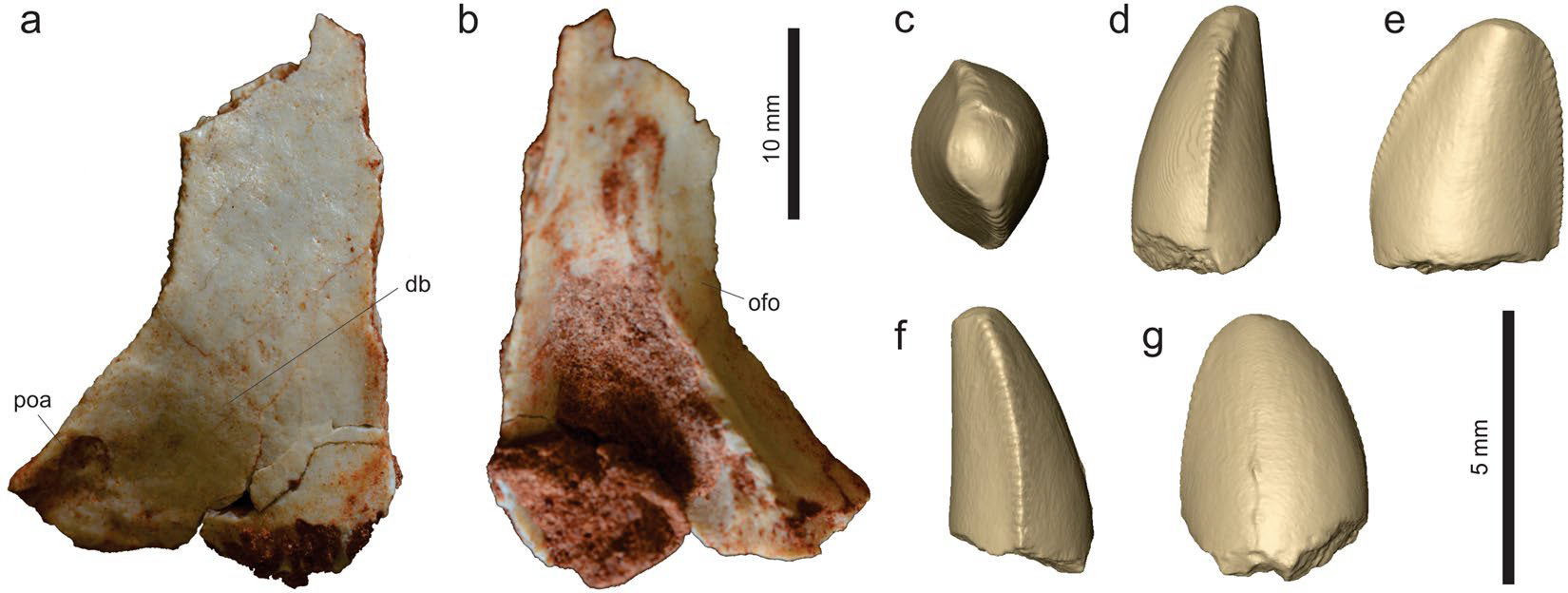
額骨和牙齒

正模標本MPCO.V 0065d出土於凱瓦群（Caiuá Group）巴拉那河组（Rio Paraná Formation）的赤色砂岩層，確切年代未知，估計約9000萬年前。包括一具缺乏頭骨的部分骨骼，保存部位有：三個脊椎、三個薦骨、一個左髂骨、一個左坐骨、一隻右腳。除了那隻腳其他彼此皆未關節連接。推測屬於單一隻個體，因為骨骼位置彼此接近、且部位未有重複。同一石塊還含有一些零散的翼龍骨骼，一起編列為MPCO.V 0065p標本。
此外在發現地沿路上1公尺厚、500平方公尺的區域內還找到其他零散的小型獸腳類骨骼，全都被歸入西向龍。似乎全屬於單一類型動物，且根據骨骼結構判斷牠們演化位置相近。這些額外標本包括：MPCO.V 0063b（左額骨）；MPCO.V 0020c（一顆牙齒）；MPCO.V 0067（一個關節）；MPCO.V 0017.0034、0035、0048（頸椎）；MPCO.V 010、0040、0062a-b、0066（脊椎）；MPCO.V 0064a（薦椎）；MPCO.V 0020、0024、0025、0026、0027、0029、0052、0061（尾椎）；MPCO.V 0011（右肩胛）； MPCO.V 0013（左肩胛）；MPCO.V 0006 f（左肩胛骨）；MPCO.V 0006d（左肱骨）；MPCO.V 0006j（左橈骨）；MPCO.V 0064b（右手）；MPCO.V 0042（右恥骨）；MPCO.V 0014：（左坐骨）；MPCO.V 0018：（右脛骨軸）；MPCO.V 0057b（左第一蹠骨）；MPCO.V 0016：（連帶距骨的左蹠骨）；MPCO.V 0055、0063a（兩個右第二蹠骨）；MPCO.V 0044、0059（第三趾兩個第二趾骨）；MPCO.V 0049、0054（第三趾兩個第一趾骨）；MPCO.V 0056a-b（右第四趾的第一、二趾骨）； MPCO.V 0060（右第四趾的第一趾骨）；MPCO.V 0057a（左第四趾的第二趾骨）；MPCO.V 0006k（左第四趾的第二、三趾骨）；MPCO.V 0022、0036a（兩個趾爪）。
後來發現這些標本中還存在另一物種，於2021年命名為伯莎龍屬。

## 描述

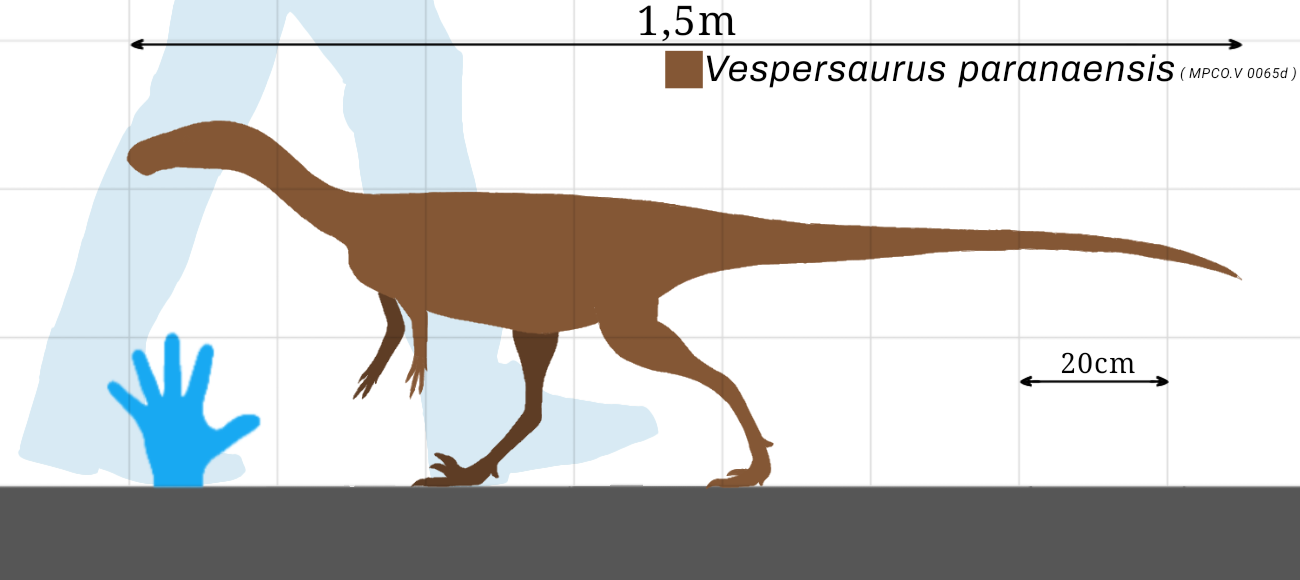
體型比例圖

正模標本是隻身長超過1公尺的個體。許多標本顯示動物身長可能約1至1.5公尺，接近近緣的西北阿根廷龙和恶龙。根據脛骨軸周長估計體重約11.28公斤，接近热河龙和加斯帕里尼龙。
描述者設定了關於正模標本的一系列鑑定特徵，由本身非獨有特徵所組成的獨有特徵組合：髂部的坐骨不比恥骨下突；坐骨前上緣無凹陷；第二蹠骨有個極度側扁的軸；第二蹠骨下關節下背側有淺凹，內側有個側寬跖骨；第四蹠骨側扁；第四趾爪基部高於第四趾第一趾骨下緣。

## 分類
2019年的系統發生學分析將西向龍分類在阿貝力龍超科的西北阿根廷龍科，並與速龍互成姊妹群。
|  | 阿貝力龍科 Abelisauridae                                                     |
|  |                                                                              |
|  | \| \| 泥潭龍屬 Limusaurus \| \| \| \| \| \| 輕龍屬 Elaphrosaurus \| \| \| \| |
|  |                                                                              |
|  | 泥潭龍屬 Limusaurus                                                          |
|  |                                                                              |
|  | 輕龍屬 Elaphrosaurus                                                         |
|  |                                                                              |

|  | 泥潭龍屬 Limusaurus  |
|  |                      |
|  | 輕龍屬 Elaphrosaurus |
|  |                      |

|  | 惡龍屬 Masiakasaurus                                                          |
|  |                                                                               |
|  | \| \| 西向龍屬 Vespersaurus \| \| \| \| \| \| 速龍屬 Velocisaurus \| \| \| \| |
|  |                                                                               |
|  | 西向龍屬 Vespersaurus                                                         |
|  |                                                                               |
|  | 速龍屬 Velocisaurus                                                           |
|  |                                                                               |

|  | 西向龍屬 Vespersaurus |
|  |                       |
|  | 速龍屬 Velocisaurus   |
|  |                       |

|  | 阿貝力龍科 Abelisauridae                                                     |
|  |                                                                              |
|  | \| \| 泥潭龍屬 Limusaurus \| \| \| \| \| \| 輕龍屬 Elaphrosaurus \| \| \| \| |
|  |                                                                              |
|  | 泥潭龍屬 Limusaurus                                                          |
|  |                                                                              |
|  | 輕龍屬 Elaphrosaurus                                                         |
|  |                                                                              |

|  | 泥潭龍屬 Limusaurus  |
|  |                      |
|  | 輕龍屬 Elaphrosaurus |
|  |                      |

|  | 惡龍屬 Masiakasaurus                                                          |
|  |                                                                               |
|  | \| \| 西向龍屬 Vespersaurus \| \| \| \| \| \| 速龍屬 Velocisaurus \| \| \| \| |
|  |                                                                               |
|  | 西向龍屬 Vespersaurus                                                         |
|  |                                                                               |
|  | 速龍屬 Velocisaurus                                                           |
|  |                                                                               |

|  | 西向龍屬 Vespersaurus |
|  |                       |
|  | 速龍屬 Velocisaurus   |
|  |                       |

## 古生物學

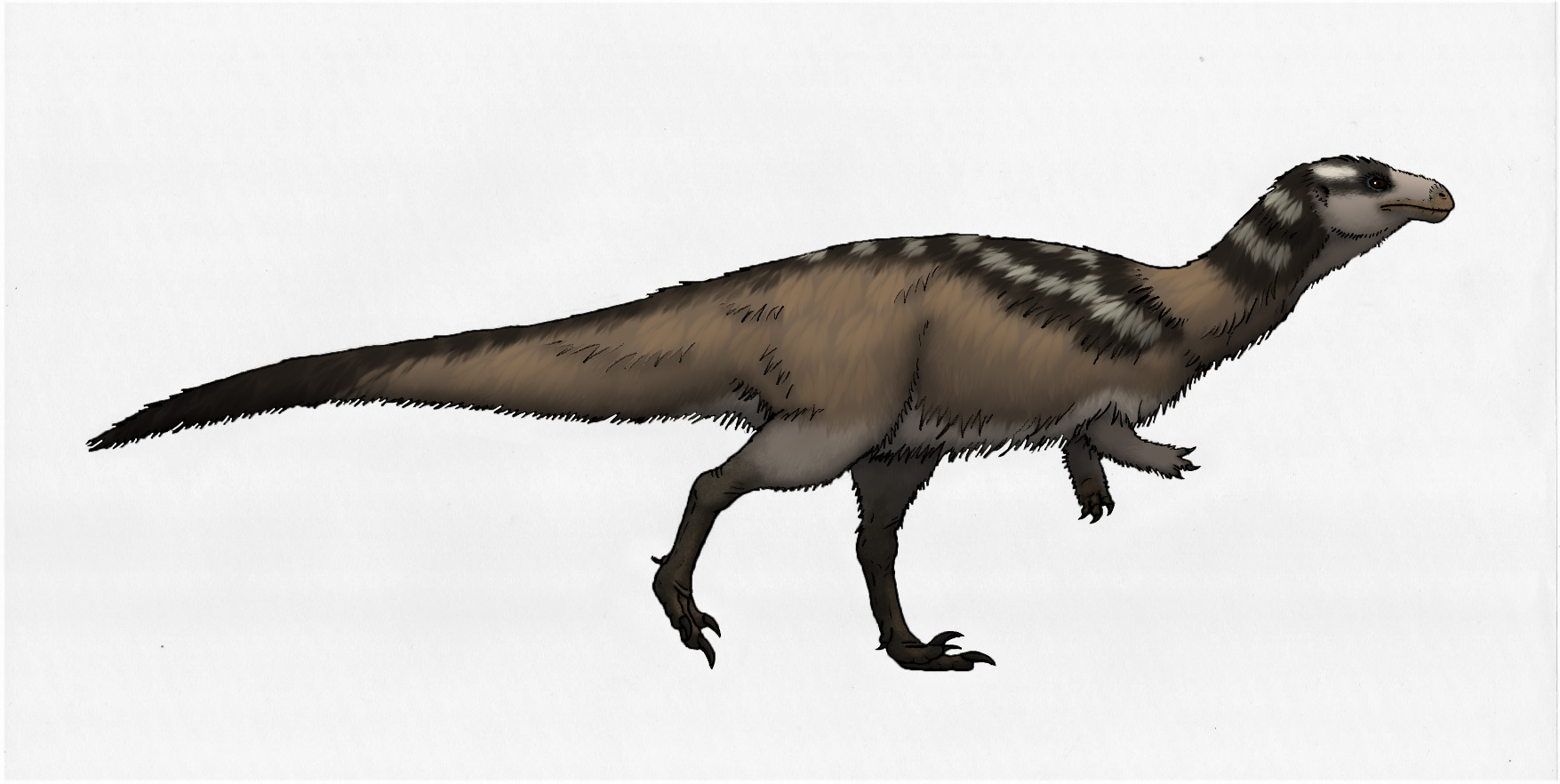
復原圖

因為沒發現完整頭骨，難以界定西向龍的食性或生活習性。附近發現體型一樣小的伯莎龍具無齒嘴喙，顯示為植食性。

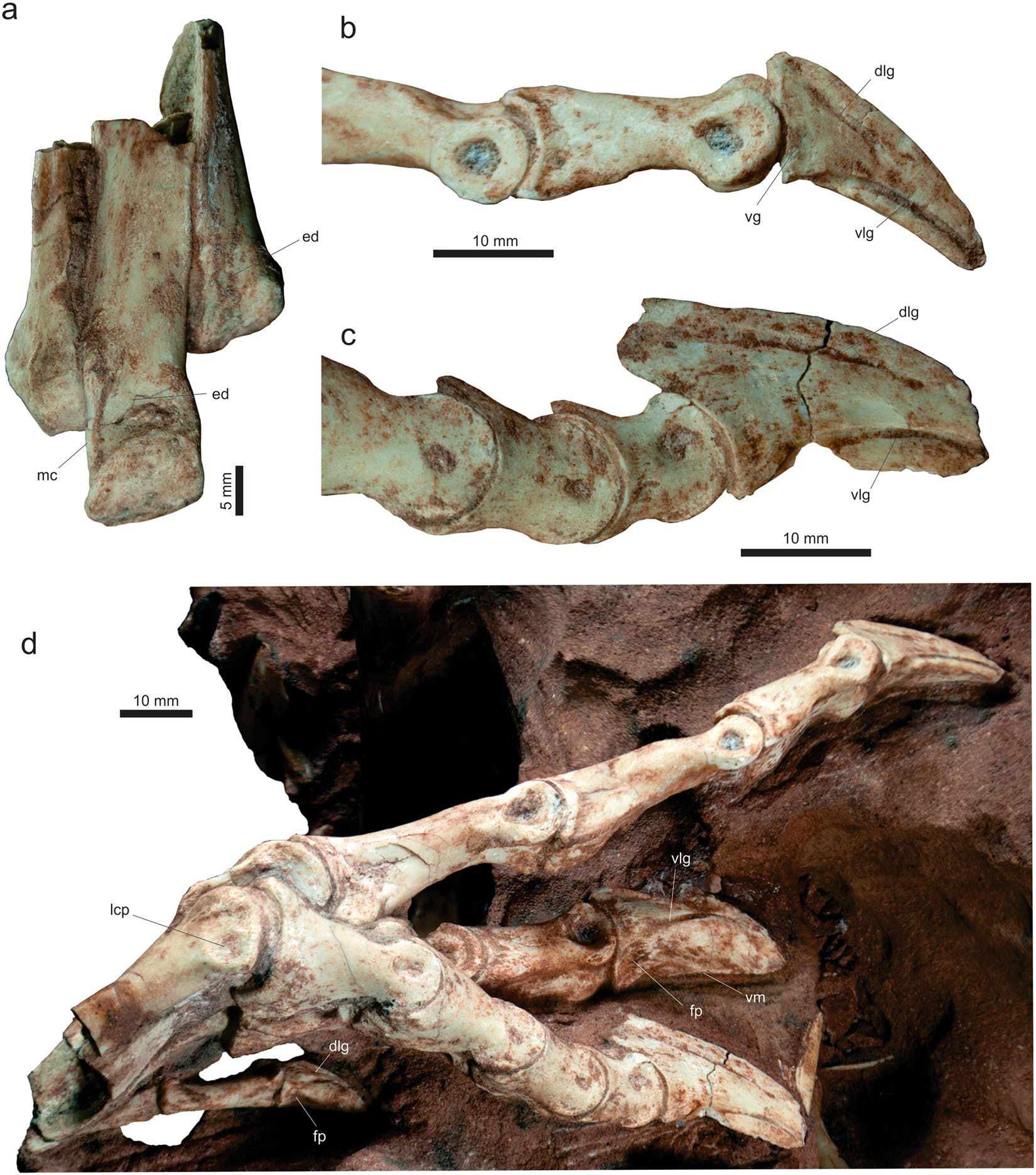
右腳

西向龍最特殊的特徵在於呈側扁狀的第二及第四腳趾，最大根落地的第三趾為主要體重承擔。如此扁平趾特徵亦可於其他西北阿根廷龍科觀察到，但在西向龍達到如此極端程度是前所未見。兩旁的腳趾與第三趾側面向上接壤加劇了爪部扁平化。第二、四趾下緣有銳脊，不適合行走。第二、四趾也非常短，僅勉強達到第三趾的倒數第二趾骨。於是形成了單趾型的腳部功能，這種適應性特徵是迄今為止首次在主龍類中發現，且其他脊椎動物中也僅有某些有蹄類或袋鼠曾觀察到過。但後者的功能主要作為跳躍運動，沒有證據顯示西向龍有此功能。此外值得一提的是，扁平的趾爪未必與單趾型有關，如死神龍趾爪扁平卻依然有三個功能性腳趾；而第二、四趾的縮短未必代表單趾型，如伶盜龍相對應的腳趾也很短，但夠堅固顯然用於承重功能。其與第二、四趾爪更是沒有明顯關聯，但這兩根趾爪不僅只是退化，而是有巨大的肌腱附著突起，推測有可能用來傷害獵物，但絕非像奔龍科鐮刀爪能那樣刺穿皮膚，西向龍的趾爪沒有特別彎曲，較易製造縱向傷口。拉伸肌腱前的突起最大，顯示行走時第二及四趾會抬起，以免妨礙第三趾。
論文作者還提及距發現地五十公里處的足跡化石，起初被歸入虛骨龍類所留下，但後來發現可能代表任何一種小型獸腳類。足跡也呈現單一根承重腳趾。共有三個足跡，每個8公分長，彼此間隔80公分，顯示是隻臀高約半公尺的動物曾在快速移動，雙腿彼此呈直角。這些足跡形態類似阿根廷侏儸紀的足跡物種薩米恩足龍（Sarmientichnus），過去某些中國研究人員認為是由奔龍類所留下，但西向龍的描述者認為更可能是其祖先型。這類群動物可能曾於廣達130萬平方公里的博圖卡圖沙漠繁衍數百萬年之久。很可能在這樣鬆散的沙質地面行走時，用單一隻腳趾接觸地面要更有效率，就如同鴕鳥也只有兩個功能性腳趾。

## 延伸閱讀
角鼻龙类研究历史